# Brander Lake
Brander Lake är en sjö i Kanada.   Den ligger i provinsen Alberta, i den centrala delen av landet, 2 700 km nordväst om huvudstaden Ottawa. Brander Lake ligger 282 meter över havet. Arean är 9,3 kvadratkilometer. Den sträcker sig 7,2 kilometer i nord-sydlig riktning, och 7,0 kilometer i öst-västlig riktning.
I omgivningarna runt Brander Lake växer i huvudsak barrskog. Trakten runt Brander Lake är nära nog obefolkad, med mindre än två invånare per kvadratkilometer.